# タウンズビル

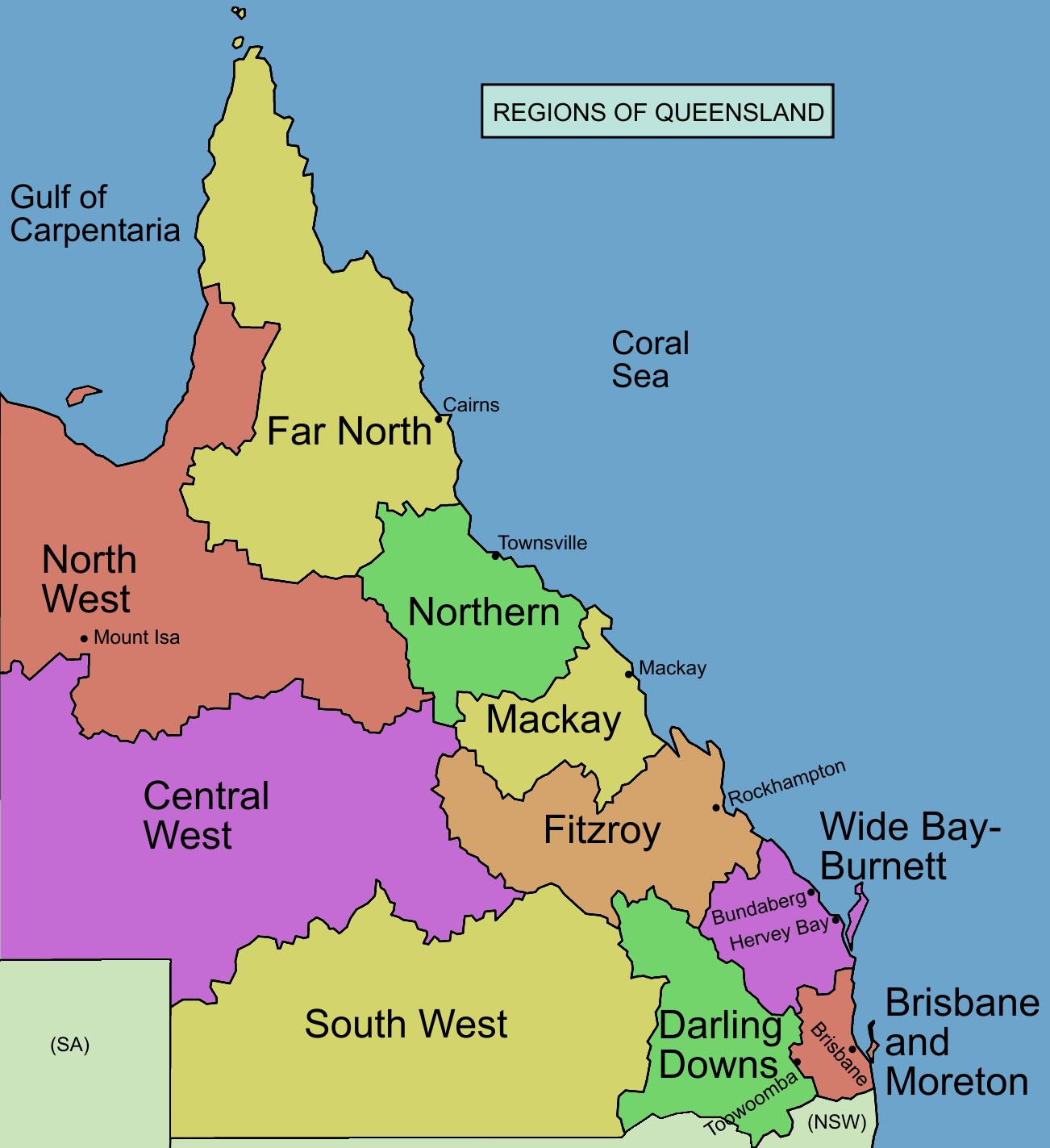
クイーンズランドの行政区画地図

タウンズビル（英語: Townsville）は、オーストラリア・クイーンズランド州北東岸に位置する港湾都市。人口は約18万人。ノーザン・クイーンズランド地方最大規模の都市であり、クイーンズランド州北部のみならずファー・ノース・クイーンズランド地域およびノース・ウェスト・クイーンズランド地域をカバーする経済、交通、政治、教育、軍事の中心となっている。州都で最大都市のブリスベンの1300キロメートル(km)北方、ケアンズの350km南方に位置する。
周辺地域の主要産業は農林業、鉱業、観光であり、同市の商業、交通、サービス産業はそれらを支えている。行政、軍事、教育機関も都市経済の重要な要素となっている。
グレート・バリア・リーフ中央部に面する。

## 歴史
1864年にメルトン・ヒルにキャンプが設営され、初期の開拓が始まった。ロバート・タウンズ（Robert Towns）が1866年に後のタウンズビルになる場所を訪れる。しかし、タウンズは3日間滞在したのみであり、その他の期間に滞在したことはない。しかし、タウンズはこの町の発展のために資金の提供の協力をした。タウンズビルの名は、ロバート・タウンズにちなむものである。
1896年のタウンズビル周辺には、サトウキビ栽培、真珠の養殖、なまこの採集などの産業に従事する日本人労働者が増加。約4000人ほどが滞在するようになったため、日本政府はオーストラリアで最初の領事館をタウンズビルに開設した。しかし、1901年にオーストラリアが独立し白豪主義政策を導入すると、タウンズビルを離れる日本人が増え、1908年には閉鎖された。
1942年-1946年の太平洋戦争時にはタウンズビルは軍事基地が設置され、オーストラリア軍、アメリカ軍など併せて90,000人が駐屯した。1942年に日本軍の空襲を受けた。現在は米軍は駐留していない。同州中部・北部の都市からは多くの戦争花嫁がアメリカに渡った。
2019年1月末に数日間続く豪雨があり、100年に1度の災害となった。数百件の家屋が浸水する被害が出たほか、冠水に乗じてオーストラリアワニやヘビが大量に押し寄せるという地域独特の可能性も指摘され、住民らは警戒を余儀なくされた。

## 経済
タウンズビルには銅と亜鉛の精錬所が存在し、マウント・アイザから運ばれてくる銅鉱石と、外国から輸入した亜鉛鉱石を精錬している。

## 交通
- タウンズビル空港
- タウンズビル駅には、QR(クイーンズランド鉄道)トラベルトレインの長距離旅客列車が発着する。南のブリスベンと北のケアンズをノース・コースト線経由で結ぶ列車やタウンズビルと西のマウント・アイザをマウント・アイザ線経由で結ぶ列車がある。
- 大陸周回道路である国道1号線のブルース・ハイウェイが通り、高速バスが停車する。
- タウンズビル港は後背地域からの農林産品・鉱産品の積み出し港として重要である。クイーンズランド鉄道の貨物列車が上述の各方面から接続する。

## 文化

### 教育
- ジェームズクック大学
- en:Barrier Reef Institute of TAFE

### スポーツ
- バスケットボール:男子ナショナル・バスケットボール・リーグ タウンズビル・クロコダイルズ (タウンズビル・エンタテインメントセンター)
- ラグビーリーグ：ナショナル・ラグビー・リーグ ノースクイーンズランド・カウボーイズ（英語版） (デイリーファーマーズ・スタジアム)

## 姉妹都市
| Papua-Neuguinea                | ポートモレスビー、パプアニューギニア 1983年締結 |
| Japan                          | 周南市、日本 1990年締結                         |
| Japan                          | いわき市、日本 1991年8月締結                    |
| The People's Republic of China | 常熟市、中華人民共和国 1995年締結               |
| South-Korea                    | 水原市、大韓民国 1996年締結                     |
| The People's Republic of China | 仏山市、中華人民共和国 2006年締結               |